# الدوري الهولندي الدرجة الأولى 1960–61
الدوري الهولندي الدرجة الأولى 1960–1961 هو الموسم الخامس من الدوري الهولندي الدرجة الأولى منذ إنشائه في عام 1956. فاز بهذا الموسم نادي فولندام/أمستردام الأزرق والأبيض.

## الفرق
يشارك 20 نادي في الدوري: النادي الذي يحتل المرتبة الأولى في هذا الدوري يتأهل مباشرة إلى الدوري الهولندي الممتاز، تأهل في هذه الدوري نادي فولندام/أمستردام الأزرق والأبيض.